# ISO/IEC 9797-1
ISO/IEC 9797-1 je mezinárodní standard vydaný společně Mezinárodní organizací pro normalizaci (ISO) a Mezinárodní elektrotechnickou komisí (IEC), který definuje metody pro vytváření MAC funkcí. Jádrem vzniklé MAC funkce je uživatelem zvolená symetrická bloková šifra. První verze standardu byla vydána v roce 1989, revidovaný standard byl vydán v letech 1994, 2002 a 2011. 
Vytvoření MAC se v modelu dle standardu ISO/IEC 9797-1 rozděluje na šest fází:
1. Doplnění výplní na násobek délky bloku
2. Rozdělení na bloky
3. Úvodní transformace prvního bloku dat
4. Zpracování jednotlivých bloků dat
5. Výstupní transformace
6. Oříznutí výstupu na požadovanou délku

Pro jednotlivé fáze standard specifikuje různé možné postupy, z kterých si implementátor může vybrat.